# غرير العسل
الظَّرِبَان (الجمع: ظِرْبَى أو ظَرَابِين أو ظَرَابيّ) أو أبو كَعْب (الاسم العلمي: Mellivora capensis)، سمّاه المعاصرون غُرَيْر العَسَل أو غريراء العسل (الأخيرتان مترجمتان حرفيًا من الإنجليزية Honey Badger) أو الرَّاتِل (مُعرَّبة من الإنجليزية أو الفرنسية Ratel)، هو حيوان من جنس الظربان ينتمي إلى فصيلة ابن عرس. يعيش في أفريقيا ومناطق جنوب وغرب آسيا مثل بلوشستان وشرق إيران وجنوب العراق والسعودية وجنوب سلطنة عمان حيث يسمى شعبياً بالضرنبول أو جربوع الخوال. وفي محافظة ظفار يسمى محلياً كُور. أما في العراق فيُسمَّى الكرطة.
غرير العسل حيوان لاحم قوي للغاية، وشجاع، ولديه القليل من المفترسات الطبيعية بسبب جلده السميك وقدراته الدفاعية المتوحشة ويهوى أكل عسل النحل البري، ويبدو أنه لا تهمه لسعاته وكذلك يسرق طعام الحيوانات الأخرى الشرسة مثل الأسود الجائعة ويختطف صغار الفهد ويأكل الثعابين السّامة.
غُرَير العسل من الحيوانات التي تعيش في كل من بلاد الشام وإفريقيا وشبه الجزيرة العربية ونيبال والهند، ومن أسمائه أيضا آكل العسل لأن العسل هو الغذاء الرئيسي له، وله فروة لونها أسود ورمادي حيث الجزء العلوي لونه رمادي بينما السفلي لونه أسود.
يتميز غرير العسل بجلده السميك الذي يفرز مادة مخاطية تحميه من لدغ الثعابين أو الضرب بالإضافة إلى أنه له غدداً تبعث رائحة كريهة عند قيام أحد بمهاجمته تجعل أعداءه يفرون من أمامه ويمتاز أيضا بمخالب حادة وطويلة. بالطبع كل هذه الأسلحة جعلت منه حيوانا يُخشى محاربته.
يتغذى حيوان غرير العسل على العسل بشكل أساسي وعلى الحشرات والحيوانات الثديية الصغيرة والثعابين السامة وغير السامة والسحالي وهو يعيش بين الصخور وفي حفر وفوق الأشجار بالإضافة إلى أنه يأكل أيضا النباتات والفاكهة.
والجدير بالذكر أن غرير العسل يحصل على غذائه من العسل بمساعدة طائر معروف باسم دليل المناحل حيث هو من يدله على أماكن خلايا النحل حيث يتوجه إليها ويقوم بمهاجمتها وتحطيمها ويحصل على العسل منها. ويتقاسم معه دليل المناحل في الحصول على نصيبه من العسل.

## التسمية
الظربان هو الاسم العربي للحيوان، يظن الكثير من الناس أن الظربان هو ما يسمى Skunk بالإنجليزية (الظربان الأمريكي)، وهذا الأخير لا يوجد إلا في الأمريكتين، والعرب عرفوا الظربان من عصر الجاهلية أي قبل اكتشاف أمريكا بمئات السنين، والقاسم المشترك بين هذين الحيوانين هو أنهما كلاهما أبيض وأسود وكلاهما نتني الرائحة. الكثير من المصادر تشير خطأً بأن الظربان هو ما يسمى Ictonyx أي فأر الخيل المخطط، وهذا الأخير محصور فقط في قارة إفريقيا ولا وجود له في جزيرة العرب، ويرجع السبب إلى أن المؤلفين استندوا إلى ما كتبه أمين المعلوف في كتابه معجم الحيوان قبل تصحيحه لما كتبه وتسجيله في المجلد التسعين من مجلة المقتطف، أطلق الأخير سابقًا كل من اسم الراتل الذي هو أعجمي، واسم آكل العسل الذي هو ترجمة حرفية لاسمه النوعي Mellivora، بعد سنوات اهتدى الأخير إلى أن الظربان هو غرير العسل من ما كتبه المستكشف البريطاني روبرت إرنست تشيزمان في كتابه An Unknown Arabia. جاء في القاموس المحيط للفيروزآبادي: «ظَرِبَان: دُوَيْبَّةٌ كالهِرَّةِ مُنْتِنَةٌ، كالظَّرِبَّاءِ، الجمع: ظَرابينُ وظَرابِيُّ، وظِرْبَى وظِرْباءُ: اسْمَانِ لِلجَمْعِ»، وجاء في نفس المعجم: «وفَسَا بينهم الظَّرِبانُ: تَقاطَعُوا، لأَنَّها إذا فَسَتْ في ثَوْبٍ لا تَذْهَبُ رائحَتُهُ حتى يَبْلَى، ويقالُ: تَفْسُو في جُحْرِ الضَّبِّ، فَيَسْدَرُ من خُبْثِ رائِحَتِهِ، فَتَأْكُلُه»، كما جاء في كتاب عجائب المخلوقات وغرائب الموجودات لأبو يحيى زكريا القزويني: «الظَّرِبَانُ دُوَيْبَةٌ كَالهِرَّةِ مُنْتِنَةُ الرِّيحِ لَيْسَ فِي الدُّنْيَا شَيْءٌ أَشَدُ مِنْ نَتْنِهَا لَوْ شَمَّتْ الْإِبِلَ رَائِحَتَهَا في مَنَامِهَا شَرَدَتْ وَتَفَرَّقَتْ بِحَيْثُ يَصْعُبُ جَمْعُهَا، وَلَوْ فَسَتْ فِي ثَوْبٍ لَا تَزُولُ رَائِحَتُهَا مِنْ ذَلِكَ الثَّوْبِ وَلَوْ غُسَِل خَمْسِينَ مَرَّةً، وَهُوَ عَدُوُّ الضَّبِّ.»، وجاء أيضًا في معجم لسان العرب لابن منظور «دُوَيْبَّة شِـبْهُ الكلب، أَصَمُّ الأُذنين، صِماخاه يَهْوِيانِ، طويلُ الخُرْطوم، أَسودُ السَّراة، أَبيضُ البطن، كثير الفَسْوِ مُنْتِنُ الرائحة، يَفْسُو في جُحْرِ الضَّبِّ، فيَسْدَرُ من خُبْث رائحته، فيأْكله»، إن صفة اللون لا يعوّل عليه لأن المعاجم يعتمدون على الرواة الذين قد يسهون أو يخطئون، ولا يوجد حيوان يستوطن جزيرة العرب ينطبق عليه صفة الفسو غير غرير العسل.

## التصنيف

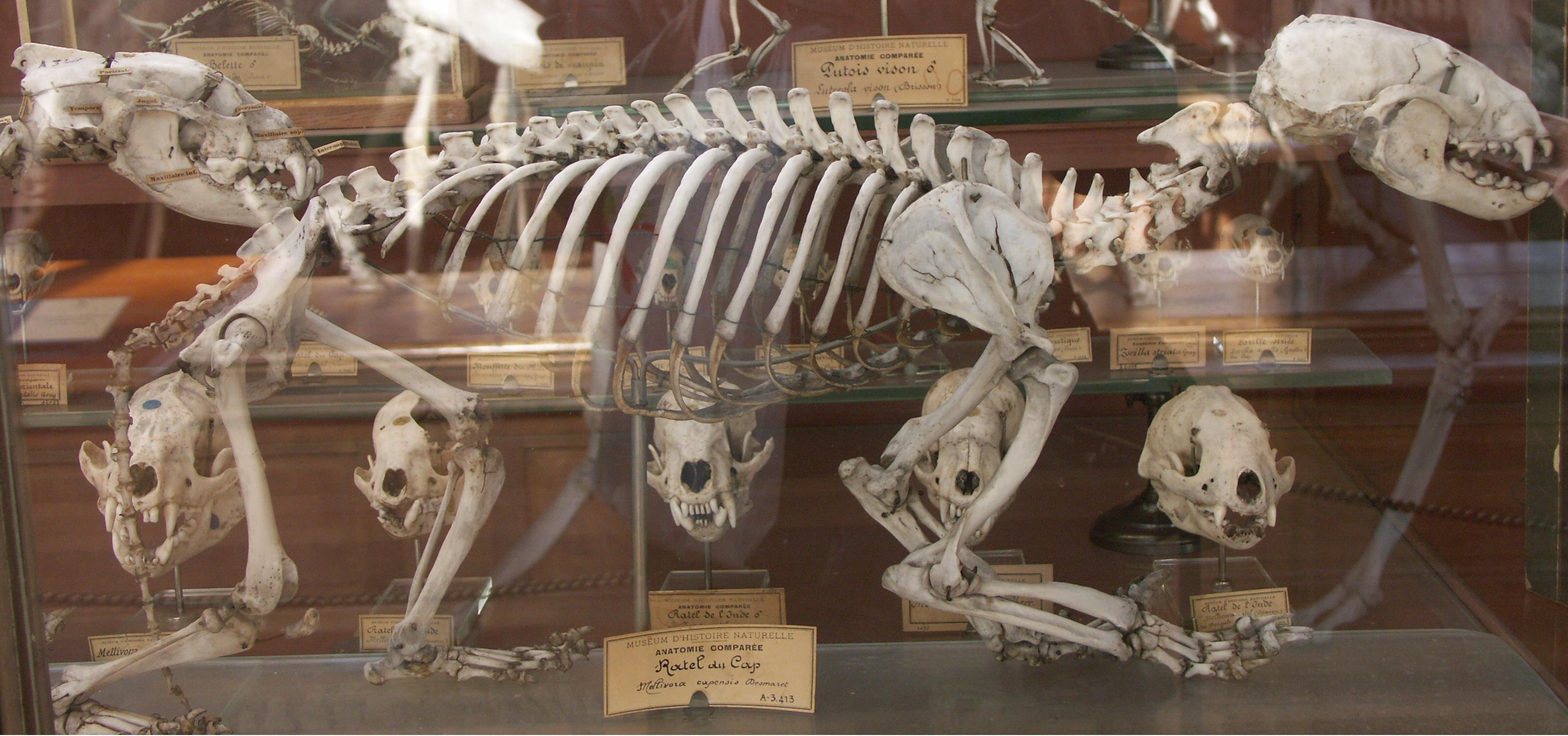
هيكل عظمي من المعهد القومي للتاريخ الطبيعي

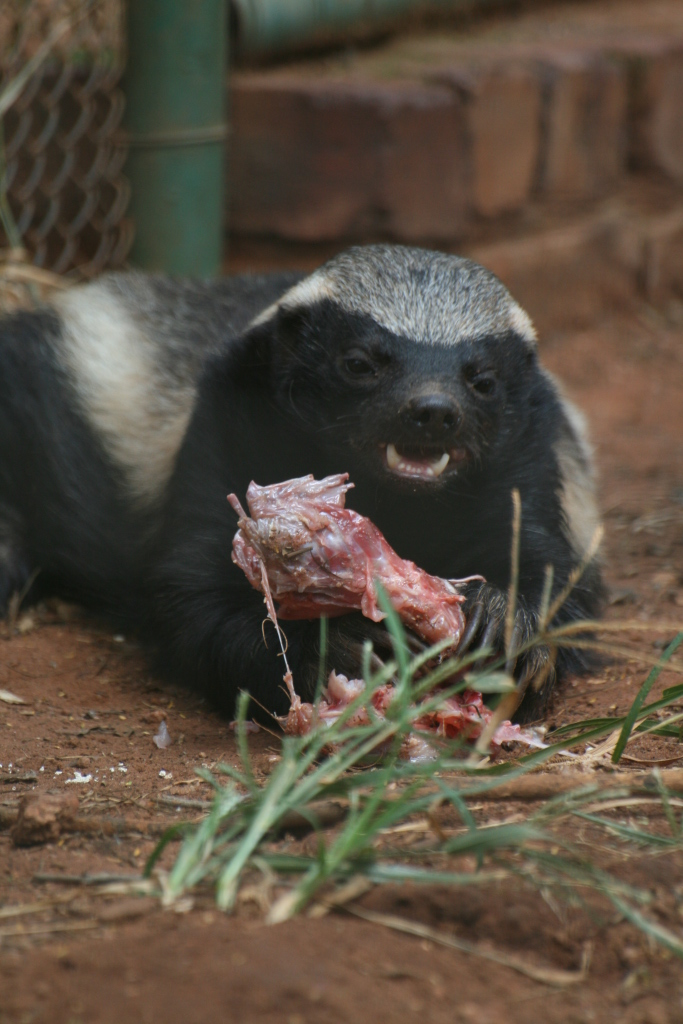
غرير عسل إفريقي يتناول اللحم

يعد حيوان غرير العسل هو الحيوان الوحيد من فصيلة مليفورا (Mellivora، تترجم حرفيًّا إلى "آكل العسل")، على الرغم من تعيينه في فصيلة الغرير منذ عام 1860م فإنه من المتفق عليه حالياً أنه يحمل عدد قليل جداً من التشابهات مع فصيلة الغرير، بينما يرتبط ارتباطاً وثيقاً جداً مع جنس الدلق وفُصَيْلة العرسيات النموذجية ويشترك معها في العديد من السمات، وعلاوةً على ذلك فقد اقترح العلماء تصنيف فصيلة جديدة لغرير العسل خاصة به فقط بالرغم من أنه يشبه إلى حد كبير ابن عرس ضخم أو فأر الخيل.
ظهرت الفصائل لأول مرة في آسيا خلال منتصف العصر الحديث حيث كانت أقرب فصيلة لها هي الفصيلة المنقرضة (Eomellivora) والتي عرفت منذ العصر الميوسيني العلوي وتطورت إلى أنواع مختلفة عديدة خلال العصر الحديث في كلا العالمين القديم والحديث.

### النويعات
اعتباراً من عام 2005م تم التعرف على 12 نويعًا وتشمل نقاط التمييز بين هذه النويعات الحجم، ومدى درجة البياض أو الدرجة الرمادية على ظهر الحيوان.
| النويع             | الاسم العلمي     | اسم العالم          | الوصف | النطاق | مرادفات                                                                             |
| ------------------ | ---------------- | ------------------- | --- | --- | ----------------------------------------------------------------------------------- |
| ظربان جنوب إفريقيا | M. c. capensis   | شريبر، 1776م        | | جنوب أفريقيا، جنوب غرب أفريقيا | ميلفورس (1798م)، راتل (سبيرمان،1777م)، تيبيكاس (أ.سميث،1833م)، فيرناي (روبرت،1932م) |
| الظربان الإثيوبي   | M. c. abyssinica | هوليستر، 1910م      | | أثيوبيا |                                                                                     |
| الظربان التركماني  | M. c. buechneri  | باريشنكوف، 2000م    | تتشابه في الشكل مع غرير العسل الهندي، ولكنها تتميز بحجم أكبر وفتحة عين أصغر | تركمانستان |                                                                                     |
| ظربان بحيرة تشاد   | M. c. concisa    | توماس وورتون، 1907م | يتكون غطاء الظهر من شعيرات بيضاء ونقية وخشنة وطويلة جداً بين فرو أسود وطويل وناعم، والسمة المميزة له أنه على عكس سلالات غرير العسل الأخرى يفتقر إلى الشعيرات البيضاء الخشنة في منطقة البطن                                                  | مناطق الساحل والسودان، وصولاً إلى الصومال | بروكماني (ورتون وتشيزمان، 1920م)                                                    |
| الظربان الأسود     | M. c. cottoni    | ليديكر، 1906م       | الفرو بأكمله أسود اللون، مع شعر رقيق وقاسي. | غانا والشمال الشرقي للكونغو | سوغلاتا (هوليستر،1910م)                                                             |
| الظربان النيبالي   | M. c. inaurita   | هودجسون، 1836م      | يتميز عن السلالة الهندية بغطاء الشعر الكثيف والطويل جداً، كما يتميز بوجود شعيرات كثيفة على أعقابه. | نيبال ومناطق متجاورة من الجهة الشرقية لها. |                                                                                     |
| الظربان الهندي     | M. c. indica     | كير، 1792م          | يتميز عن الأنواع الأخرى بحجم أصغر، وفرو أقل وأكثر شحوباً، ووجود شرائط جانبية أقل وضوحاً تفصل بين المناطق البيضاء العليا والسوداء السفلى. | غرب آسيا الوسطى وتمتد شمالاً إلى هضبة إستجوارت وشرقاً إلى أمو داريا، خارج الاتحاد السوفيتي السابق في نطاق يشمل أفغانستان، وإيران (عدا الجزء الجنوبي الغربي)، وغرب باكستان، وغرب الهند. | ميليفورس (بينيت،1830م)، راتل (هورس فيلد، 1851م).                                    |
| الظربان أبيض الظهر | M. c. leuconota  | سكالتر، 1867م       | الجانب العلوي من الوجه بأكمله وحتى منتصف الطريق إلى الذيل أبيض كريمي نقي مع خليط من شعيرات سوداء قليلة. | غرب أفريقيا، وجنوب المغرب، والكونغو الفرنسية السابقة. |                                                                                     |
| الظربان الكيني     | M. c. maxwelli   | توماس،1923م         | | كينيا |                                                                                     |
| الظربان العربي     | M. c. pumilio    | بوكوك،1946م         | | حضرموت وجنوب شبه الجزيرة العربية. |                                                                                     |
| الظربان الأرقط     | M. c. signata    | بوكوك، 1909م        | على الرغم من أن الفرو هو الأبيض الكثيف الطبيعي وصولاً إلى التاج، يبدأ هذا اللون الباهت يكون أكثر رقة عند الرقبة والأكتاف، ويستمر في ذلك وصولاً إلى الأرداف حتى يغيب في اللون الأسود، كما تمتلك سن طاحن سفلي إضافي على الجانب الأيسر من الفك. | سيرا ليون |                                                                                     |
| الظربان الفارسي    | M. c. wilsoni    | تشيزمان،1920م       | | جنوب شرق إيران والعراق |                                                                                     |

## الوصف الجسدي

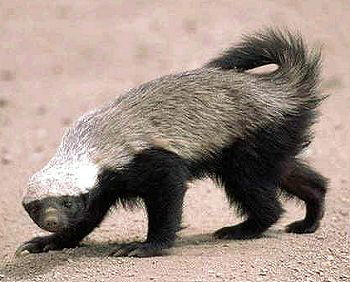
غرير عسل

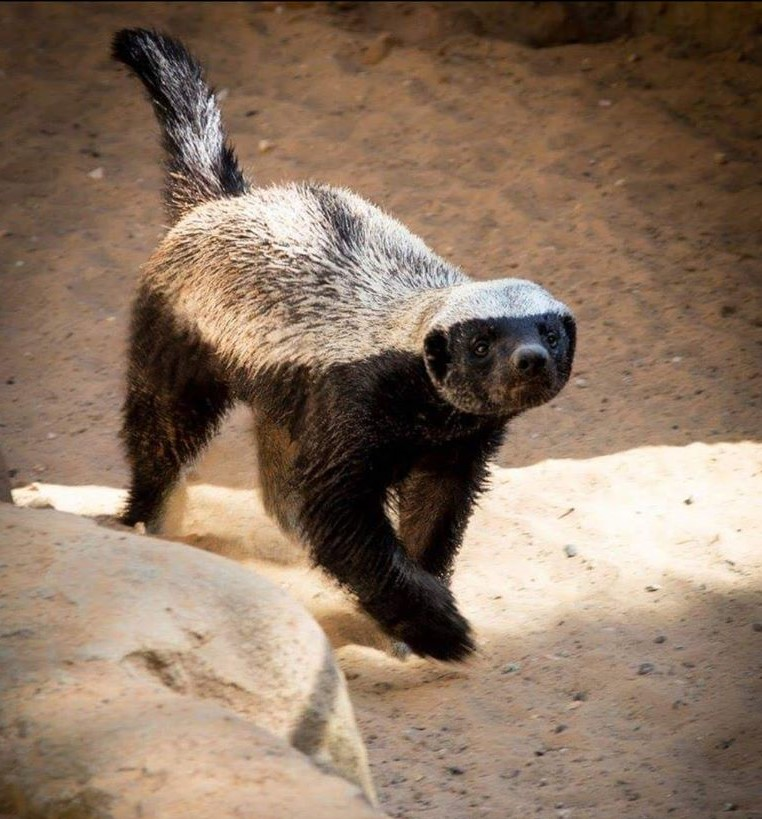
غرير العسل في حديقة حيوانات القدس المالحة في 2013

يتميز حيوان غرير العسل بجسم طويل إلى حد ما، ولكنه غليظ البنية وعريض من الخلف، له جلد فضفاض بشكل ملحوظ مما يسمح له بالحركة والالتواء بحرية كاملة داخله. يصل سمك الجلد حول الرقبة إلى 6 ملليمترات (حوالي 0.24 إنش) مما يسمح له بالتكيف مع حياة القتال، كما يتميز برأس صغيرة ومسطحة مع خطم قصير للفم وعيون صغيرة وآذان أطول قليلاً من بروز على الجلد، وهذا عامل آخر من عوامل حياة القتال حيث بتسبب في أقل الأضرار الممكنة.
غرير العسل له ساقين قصيرتين وقويتين مع خمسة أصابع في كل قدم، تتسلح كل قدم بمخالب قوية والتي تكون قوية على قدميه الخلفيتين وطويلة بشكل ملحوظ على الأطراف الأمامية، وهو حيوان أخمصي جزئياً حيث أن باطن الأقدام مبطنة بشكل جيد ثم تصبح عارية وصولاً إلى الرسغين وله ذيل قصير مغطى بالشعر الكثيف والطويل.
يعد غرير العسل هو أكبر أنواع ابن عرس الأرضية في أفريقيا حيث يصل ارتفاع الكتف في البالغين منه من 23 سم وحتى 28 سم (9.1 إلى 11.0 إنش) بينما يصل طول الجسم من 55 سم وحتى 77 سم (22–30 إنش) ويضيف طول الذيل أيضاً حوالي 12-30 سم (4.7–11.8 إنش)، وعلى غرار الحيوانات الأخرى تتميز الأنثى بجسم أصغر من الذكور  حيث يصل وزن الذكور إلى 9-15 كجم (20-35 رطلاً) بينما تزن الإناث من 5-10 كجم (11-22 رطلاً) في المتوسط.
ويتراوح طول الجمجمة من 13.9 إلى 14.5 سم (5.5–5.7 إنش)في الذكور و13 سم (5.1 إنش) في الإناث.
تشبه الجمجمة إلى حد كبير النسخة الأكبر لتلك الخاصة ابن عرس المنتن المجزع. غالبًا ما تُظهر الأسنان علامات النمو العشوائي واللانظامي مع وجود بعض الأسنان الصغيرة بشكل استثنائي والتي توجد في زوايا عادية أو غائبة تماماً، يتميز غرير العسل من السلالة سيغناتا بوجود سن طاحن ثاني على الجانب الأيسر من الفك ولا يوجد في الأيمن، وعلى الرغم من أنه يتغذى على الأطعمة اللينة عادةً فإن أسنان الوجنة لغرير العسل تكون مهترئة غالباً، كما يتميز الحيوان بأنياب قصيرة بالنسبة لآكلات اللحوم كما أن اللسان له حلمات حادة ومرتدة إلى الخلف تساعد في تجهيز الأطعمة القاسية.
الفراء الشتوي لغرير العسل طويل (يصل إلى حوالي 40مم-50مم (1.6–2.0 إنش) في أسفل الظهر) ويتكون من شعر متناثر وغليظ وخشن ويفتقر إلى طبقة الفراء السفلية، يكون الشعر أكثر تناثراً على الجوانب والبطن والفخذ، على عكس الفراء الصيفي والذي يكون قصيراً (يصل إلى حوال 15 مم (0.59 إنش) على الظهر) وأقل تناثراً فتكون البطن شبه عارية تقريباً ويكون جانبي الرأس والجزء السفلي من الجسم أسود تماماً، بينما تغطي بقعة بيضاء الجزء العلوي من الجسم بدايةً من قمة الرأس ووصولاً إلى نهاية الذيل.
غرير العسل من السلالة كوتوني هي الفريدة من نوعها في كونها سوداء تماماً.

## السلوك

### العادات
على الرغم من أنها كائنات تعيش منفردة إلا أن غرير العسل يمكن أن يصطاد في أزواج خلال موسم التكاثر في شهر مايو، ومن الجدير بالذكر أننا لا نعرف سوى القليل عن عادات حياة هذا الكائن.
يعتقد العلماء أن فترة الحمل تصل إلى ستة أشهر، ثم تضع الأم اثنين من الأشبال والذين يولدوا عمياناً ويغنون أنيناً حزيناً، ومن غير المعروف أيضاً مدة دورة حياة غرير العسل في البرية ولكن نظيره الأسير يستطيع الحياة لمدة 24 عاماً.
تعيش حيوانات غرير العسل وحيدة في جحور تحفرها لأنفسها، تتميز هذه الحيوانات بأنهم حفارون ماهرون حيث يمكنهم حفر أنفاق في أرض صلبة خلال 10 دقائق، عادةً ما يكون لهذه الجحور طريق مرور واحد فقط وغرفة تعشيش يتراوح طولها من 1-3 متر ولا ينام غرير العسل أبداً في غرفة التعشيش، على الرغم من أنه عادةً يسكن الجحور التي يحفرها بنفسه إلا أنه يمكن أن يسكن جحور خنزير الأرض أو الجحور المهجورة أو تلال النمل الأبيض.
تعد حيوانات غرير العسل من الحيوانات الذكية ومن الفصائل القليلة القادرة على استخدام الأدوات، في عام 1997م تم تصوير سلسلة وثائقية تعرف باسم أرض النمر وأظهر الفيلم غرير العسل وهو يستخدم بعض الأدوات حيث وضع سجلاً على الأرض ووقف عليه ليصل إلى فرخ طائر رفراف عالق بالجذور القادمة من السقف في كهف تحت الأرض، كما أظهر فديو في مركز ماهولولو الرحاب في جنوب أفريقيا حيوانات غرير العسل تستخدم العصي، والنار، وأكوام من الطين للهروب من حفرة في الجدار.
ويتميز غرير العسل بسمعة سيئة للغاية بسبب قوته وشراسته وصرامته كما هو الحال مع العرسيات الكبيرة الحجم نسبياً مثل حيوان الغرير، فقد عُرف الغرير بشراسته وعدم خوفه من أي حيوان آخر ومهاجمته حين يصبح الهروب مستحيلاً، ويقال أنه يصد حتى المفترسات الأكبر منه بكثير مثل الأسد، كما أن لسعات النحل وريش النص وعضات الحيوانات لا يمكنها اختراق جلد غرير العسل، وإذا حاولت الخيول أو الأبقار أو الجاموس الدخول عنوةً إلى جحور الغرير فإنه يهاجمهم بلا رحمة، ومما يساعده في ذلك أنه لا يكل من القتال ويمكنه أن يفتك بالكثير من الحيوانات في المواجهات الجسدية.
أدى عزوف معظم المفترسات عن صيد غرير العسل إلى نظرية أن صغار الفهد تحاول تقليده لحماية نفسها من المفترسات أيضاً.
يتميز صوت غرير العسل بأنه صوت أجش، وعند التزاوج تصدر الذكور شخيراً عالياً، أما الأشبال فإنها تئن أنيناً حزيناً، وعند مواجهة الكلاب يصرخ غرير العسل مثل أشبال الدب.

## الغذاء
غرير العسل لديه النظام الغذائي الأقل تخصصًا لفصيلة ابن عرس بجانب حيوان الشره، ففي المناطق الغير مأهولة قد يصطاد غرير العسل في أي وقت من اليوم في حين أنها تصبح ليلية في المناطق المزدحمة سكانياً، تهرول حيوانات غرير العسل على أصابعها الأمامية أثناء الصيد، وتفضل عسل النحل كغذاء لها ولذلك تسعى دوماً للبحث عن خلايا النحل للحصول على العسل ولهذا السبب استحقت هذه الحيوانات اسمها بجدارة.
كما أنها آكلة لحوم، وتأكل الحشرات، والسلاحف، والزواحف، والضفادع، والقوارض، والسحالي، والثعابين، والبيض، والطيور، كما عُرف عن غرير العسل أنه يصطاد أشبال الأسود ويقتلهم، وتأكل أيضاً الفواكه، والخضروات مثل التوت والجذور والبصيلات. وعلى الرغم من الاعتقاد الشائع فليس هناك أي دليل أن طائر مرشد العسل (أحد سلالات الطيور التي تتغذى على يرقات النحل) يرشد غرير العسل.
يمكن أن تصطاد حيوانات غرير العسل الضفادع والقوارض مثل الجربوع والسناجب البرية عن طريق حفر جحورهم ليخرجهم منها، يستطيع غرير العسل التغذي على السلاحف بسهولة بسبب فكيه القويين، كما يقتل ويأكل الثعابين حتى كبيرة الحجم أو السامة منها مثل أفعى الكوبرا، كما تلتهم جميع أجزاء فريستها بما في ذلك الجلد والشعر والعظام والريش واللحم وتعقد طعامها بأرجلها الأمامية وعندما تبحث عن الغذاء النباتي فإنها ترفع الأحجار أو تمزق لحاء الأشجار.

## النطاق

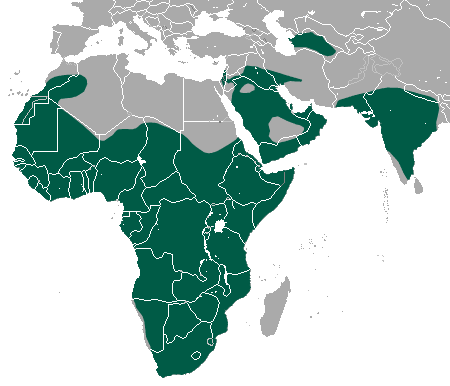
نطاق توزيع غرير العسل

يختلف نطاق السلالات حيث تتسلسل في معظم جنوب الصحراء الكبرى بأفريقيا، وغرب كيب، وجنوب أفريقيا، وجنوب المغرب، وجنوب غرب الجزائر، وخارج أفريقيا بشبه الجزيرة العربية، وإيران، وغرب آسيا وصولاً إلى تركمانستان، وشبه الحزيرة الهندية.
ومن المعروف أن نطاقها يختلف من مستوى سطح البحر وحتى 2,600 متر فوق سطح البحر في جبال أطلس المغربية و4,000 متر في جبال بايل الأثيوبية.

## العلاقات مع البشر
غالباً ما تكون حيوانات غرير العسل مفترسات شرسة للدواجن بسبب قوتها وثباتها كما أنها صعبة الردع، ومن المعروف أنه يقوم بتمزيق الألواح السميكة من منازل الدجاج أو يقوم بالحفر تحت الأساسات الحجرية ويكون قتل الفائض شائعاً خلال هذه الأحداث مع حادث واحد أدى إلى سقوط 17 من البط المسكوفي و36 دجاجة.
وبسبب رخاوة الجلد وصلابته لا تستطيع الكلاب أن تتمكن من حيوانات غرير العسل، حيث أنه من الصعب اختراقه كما تسمح له رخاوة جلده بالالتفاف إلى مهاجمه ومهاجمته وتظل المنطقة الوحيدة الآمنة لغرير هي خلف الرقبة، الجلد أيضاً صلب بما يكفي ليقاوم عدة ضربات بالمنجل. الطريقة الوحيدة المؤكدة لقتلهم بسرعة هي من خلال ضربة على الجمجمة أو رصاصة في الرأس بمسدس كما أن بشرتهم مقاومة غالباً للسهام والرماح.
أثناء الاحتلال البريطاني للبصرة في عام 2007م ظهرت شائعات بين السكان المحليين حول غرير آكل للبشر، وتضمن ذلك مزاعم أنه تم إطلاق هذه الوحوش بواسطة الجيش البريطاني وهو الأمر الذي نفاه البريطانيون بشكل قاطع، وقال متحدث باسم الجيش البريطاني أن الغرير «كان من السكان الأصليين للمنطقة ولكنه نادر في العراق» و «عادة يكون خطراً على البشر إذا تعرض لإستفزاز»، وأكد مشتاق عبد الهادي مدير المستشفى البيطري في البصرة أنه تمت رؤية غرير العسل لأول مرة في بدايات عام 1986م، وتكهن نائب عميد كلية الطب البيطري في البصرة الدكتور غازي يعقوب عزام «أن الغرير تم طردهم إلى المدينة بسبب الفيضانات في المستنقعات بشمال البصرة»، تمت تغطية الحديث بواسطة الصحافة الغربية عام 2007م.
في أجزاء كثيرة من شمال الهند تم الإبلاغ عن وجود حيوانات غرير بالقرب من مساكن البشر مما أدى إلى تكرار حالات الاعتداء على الدواجن وصغار الماشية وفي بعض الأحيان الأطفال، وقد قاموا بالانتقام بشدة عند الهجوم عليهم.
وفي كينيا يعد غرير العسل هو الناقل لداء الكلب، ويشتبه أن يكون مساهماً كبيراً في دورة انتشار هذا المرض.

## في الثقافة الشعبية
ظهر غرير العسل في إحدى اللقطات أثناء تصوير فيلم «الآلهة يجب أن تكون مجنونة الجزء الثاني» (The Gods Must Be Crazy II) عام 1989م.
وأنتجت جنوب أفريقيا «حيوان الراتل، مركبة المشي المقاتلة» في إشارة إلى الاسم الإفريقي لغرير العسل.
كما أصبح الفيلم الوثائقي " Crazy Nastyass Honey Badger" مشهوراً وشعبياً بحلول عام 2011م حيث بلغت نسبة مشاهداته على اليوتيوب 75,000 مشاهدة بحلول شهر أكتوبر 2015م، يضم الفديو لقطات من شبكة ناشيونال جيوجرافيك عن غرير العسل وهو يقتل أبناء آوي، ويغزو خلايا النحل، ويأكل أفاعي الكوبرا، بالإضافة إلى تسجيل صوتي أضافه «راندال».
ونشر راندال في وقت لاحق من هذا العام كتاباً يدعى «غرير العسل لا يعبأ» (Honey Badger Don't Care)، وقد تمت الإشارة إلى الفيديو في حلقة من برنامج المرح التلفزيوني الشعبي والإعلانات التجارية للعبة الفديو (Madden NFL 12) والفستق الرائع. وقد أثر الفيديو على الإشارة إلى غرير العسل في العرض الأمريكي  في الفين والسنجاب: حيث ظهر غرير العسل ظهوراً قصيراً.